# Rafael Coello Ramos
Rafael Coello Ramos (Comayagüela, Honduras, 1877 - Tegucigalpa, Honduras, 1967) fue un músico y compositor hondureño.

## Biografía
Coello Ramos nació en la ciudad de Comayagüela el 12 de diciembre de 1877. Sus padres fueron don Froylán Ramos y doña Leonarda Coello.
Fue fundador de la Orquesta Verdi. Interpretó instrumentos como piano, violín, y guitarra, los cuales aprendió a tocar con facilidad gracias a que su padre el señor Froylán Ramos, también fue un músico reconocido.
Fue maestro de educación musical durante casi cinco décadas durante las cuales se entregó a la enseñanza musical en Honduras. Dentro de sus composiciones se encuentran numerosas canciones e himnos nacionales, además realizó versiones de varias canciones internacionales. El maestro Coello Ramos fue reconocido y premiado por varios gobiernos y particulares, recibió el premio “Cultura” por el gobierno del Dr. Juan Manuel Gálvez. En el gobierno del Dr. Ramón Villeda Morales, fue condecorado con la Orden de Francisco Morazán. Y en la administración de Oswaldo López Arellano, mereció la medalla Manuel Bonilla. Don Juan Doborow, ciudadano alemán y próspero comerciante quien importaba productos y electrodomésticos para su 'Casa Doborow' entre los cuales estaban los aparatos de radios a válvulas marca 'RCA Victor', se interesó por divulgar la música del maestro Coello Ramos, logrando que la Orquesta Sinfónica de la casa RCA Víctor, grabara varios valses e himnos, como el Himno a la Madre, con letra del poeta Augusto C. Coello y el Himno al Pino con letra del poeta Luis Andrés Zúñiga.
Falleció en Tegucigalpa, M.D.C. en 1967. 

## Obras
Compuso numerosas canciones e himnos nacionales, además realizó versiones de varias canciones internacionales:
- A la Madre (Himno a la Madre)
- A Gutemberg (A Gutemberg)
- Duelo Nacional (a la muerte del General Manuel Bonilla)
- Ave María (versión de Coello)
- Vexilla Regis (versión de Coello)
- Populeus Meus (versión de Coello)
- Pater mi (versión de Coello)
- Himno al Pino
- Himno a José Cecilio del Valle
- Himno al Padre Reyes
- Veneremos a Dios
- La Isla del Tigre
- Marcha «Unión Panamericana»
- Cascadas de Perlas
- Vuelo de Águilas